# Система розробки з поверховим примусовим обваленням
Система розробки з поверховим примусовим обваленням – система підземної розробки рудних родовищ, при якій рудний масив одночасними і послідовними вибухами обвалюється на всю висоту поверху, а випуск руди через горизонт повторного дроблення здійснюється під обваленими породами, що заповнюють вироблений простір. Примусове обвалення масиву горизонтальними або вертикальними шарами на попередньо утворюваний компенсаційний простір провадиться шляхом висадження зарядів вибухових речовин (ВР), що розташовуються у свердловинах або мінних камерах.